# 개성공단 남북공동위원회 사무처
개성공단 남북공동위원회 사무처(開城工團 南北共同委員會 事務處)는 개성공단 남북공동위원회의 운영 및 지원에 관한 사무를 관장하는 대한민국 통일부의 소속기관이었다. 2013년 11월 14일 발족하였으며 2022년 12월 29일 통일부에 흡수되면서 폐지되었다. 처장은 고위공무원단 나등급에 속하는 일반직공무원으로 보했다.

## 폐지되기 전의 직무
- 개성공단 남북공동위원회 및 분과위원회 운영 지원
- 개성공단 운영 관련 당국 간 연락
- 개성공단 제도개선 등 주요 현안 관련 당국 간 협의 및 개성공단 내 유관기관 협조
- 개성공단 남북상사중재위원회 활동에 필요한 연락 및 지원
- 개성공단 관련 당국 간 합의사항 후속조치 실행 및 이행상황 점검
- 개성공단 남북공동위원회 남·북측 사무처장 간 회의 진행 및 기록관리
- 그 밖에 개성공단 운영 관련 개성공단 남북공동위원회 및 분과위원회 등에서 위임한 업무

## 연혁
- 2013년 8월 28일: 개성공단 남북공동위원회 구성 및 운영에 관한 합의서 채택.
- 2013년 11월 14일: 개성공단 남북공동위원회 사무처 설치.[1]
- 2022년 12월 29일: 통일부로 흡수되며 폐지.[2]

## 같이 보기
- 남북회담본부